# Pizarrosidad
El término pizarrosidad se refiere a las superficies planares muy juntas a lo largo de las cuales las rocas se separan en capas delgadas y tabulares cuando se las golpea con un martillo. La pizarrosidad aparece en varias rocas metamórficas pero se observa mejor en las pizarras que exhiben una propiedad de separación excelente, denominada clivaje.
Según el ambiente metamórfico y la composición del protolito, la pizarrosidad se desarrolla de diferentes maneras. En un ambiente metamórfico de grado bajo, se sabe que la pizarrosidad se desarrolla cuando los estratos de lutita (y las rocas sedimentarias afines) son metamorfizadas y plegadas para formar una pizarra. El proceso empieza cuando los granos planares se pliegan y se doblan, generando pliegues microscópicos que tienen flancos (lados) más o menos alineados. 
Una ulterior deformación intensifica este nuevo alineamiento a medida que los granos antiguos se rompen y recristalizan preferentemente en la dirección de la orientación recién desarrollada. De esta manera, se desarrollan en la roca estrechas zonas paralelas donde se concentran las briznas de mica. Estas estructuras planares alternan con zonas que contienen cuarzo y otros granos minerales que no exhiben una orientación lineal pronunciada. Es a lo largo de estas zonas muy delgadas, donde los minerales planares muestran un alineamiento paralelo, donde la pizarra se separa.